# Edmund Dell
Edmund Emanuel Dell (15 août 1921 - 1er novembre 1999) est un homme politique et homme d'affaires britannique.

## Jeunesse
Dell est né à Londres, fils d'un industriel juif. Pendant la Seconde Guerre mondiale il sert dans la Royal Artillery, atteignant le grade de lieutenant. Il fait ses études à la Dame Alice Owen's School et au Queen's College d'Oxford où il est membre du Parti communiste, comme son futur collègue ministériel Denis Healey l'a été avant la guerre. Il est diplômé avec mention en histoire moderne en 1947.

## Début de carrière
Dell commence à travailler pour Imperial Chemical Industries (ICI) à Manchester en tant que directeur des ventes à l'étranger, spécialisé dans le commerce latino-américain et est finalement devenu vice-président de la division des plastiques. Cependant, il commence à se trouver dans la position difficile d'équilibrer une carrière dans les affaires avec la politique travailliste. Il est élu au conseil municipal de Manchester en 1953 et sert pendant sept ans.

## Carrière politique

### Le parti travailliste
Dell se présente sans succès au Parlement en 1955 à Middleton et à Prestwich. Il est dissuadé de se présenter au Parlement en 1959 par ICI, au motif que cela rendrait difficile sa promotion aux échelons les plus élevés de l'entreprise. Cependant, il cède finalement à la tentation de la politique nationale et est élu au Parlement en tant que député travailliste de Birkenhead en 1964. Il est secrétaire parlementaire privé de Jack Diamond, puis sous-secrétaire d'État parlementaire au ministère de la Technologie sous Tony Benn en 1966 et au Département des affaires économiques sous Peter Shore en 1967. L'année suivante, il est promu ministre d'État au Commerce. Transféré au ministère de l'Emploi en 1969, il est nommé conseiller privé en 1970.
Dell est l'un des 69 députés travaillistes rebelles qui se rangent du côté du gouvernement conservateur et votent pour l'entrée de la Grande-Bretagne dans les Communautés européennes en 1971. Il refuse par la suite de jouer un rôle de premier plan alors qu'il est dans l'opposition et est président du Comité des comptes publics. Quand Harold Wilson retourne au 10 Downing Street en tant que Premier ministre en 1974, Dell devient Paymaster General, puis Secrétaire d'État au Commerce et Président de la Chambre de Commerce entre 1976 et 1978 dans le gouvernement de James Callaghan. Il est pressenti pour devenir Chancelier de l'Échiquier mais démissionne de son siège, de plus en plus déçu par la dérive du Labour vers la gauche alors qu'il se positionne à droite. Il a toujours été beaucoup plus orienté vers le capitalisme de libre marché que ses camarades du Parti travailliste et se sentait de plus en plus mal à l'aise dans un parti de plus en plus dominé par les partisans d'une économie planifiée et du corporatisme.

### SDP et démocrates libéraux
Dell rejoint le nouveau Parti social-démocrate et, après sa fusion avec le Parti libéral en 1988, il est membre des libéraux démocrates. Il est administrateur du SDP et des libéraux démocrates et est l'un des trois représentants du SDP lors des négociations d'urgence avec les libéraux en janvier 1988, lorsqu'il est apparu que la fusion des deux parties pourrait échouer après l'échec du lancement par David Steel et Bob Maclennan du manifeste commun, Voices and Choices.

## Retour aux affaires
Après le Parlement, Dell fait carrière dans les affaires en tant que président de Guinness Peat, président fondateur de Channel 4 et directeur de Shell Trading. En 1991-2, il est président de la Chambre de commerce et d'industrie de Londres. En 1996, il écrit The Chancellors: A History Of Chancellors Of The Exchequer 1945-90 . Son livre, A Strange Eventful History, Democratic Socialism in Britain est publié à titre posthume en 2000. C'est un résumé de sa critique de la longue histoire du Parti travailliste attachée à ce qu'il considérait comme «beaucoup de keynésianisme et trop de détritus du socialisme». Bien qu'il ait voté pour le parti travailliste en 1992 et 1997, il pensait toujours que le nouveau Labour "ne sera finalement pas pleinement entré dans le monde moderne tant qu'il n'aura pas appris à aimer le capitalisme avec toutes ses verrues". Il était particulièrement en colère contre les deux partis en 1950-51 pour avoir refusé de rejoindre la Communauté européenne à un stade précoce alors qu'elle pouvait avoir une voix puissante . Il a dit que cela représentait « l'abdication britannique du leadership en Europe ».